# Sunlight (album)
Sunlight je sedemnajsti studijski album ameriškega jazzovskega klaviaturista Herbieja Hancocka, ki je izšel junija 1978. Album vsebuje Hancockovo petje skozi vocoder, pri snemanju pa sta med drugimi sodelovala tudi bobnar Tony Williams in basist Jaco Pastorius. Pri albumu se opazi Hancockov premik bolj proti mainstream zmesi smooth jazza in R&Bja, česar se je v tistem času loteval tudi pianist Patrice Rushen. Ta faza Hancockovega ustvarjanja je trajala do albuma Lite Me Up, ki je izšel leta 1982.
Z albuma je izšel single »I Thought It Was You«, ki je bil precej dobro sprejet s strani britanskih poslušalcev. Celoten album se bolj nagiba k funku kot k jazzu in je predstavnik elektro-funka tistega časa. Album zaznamuje tudi začetek elektro dobe Hancocka, ki je sicer bolj odsevala v naslednjih albumih kot sta Future Shock in Sound-System.

## Seznam skladb
Vse pesmi je napisal in uglasbil Herbie Hancock, razen kjer je posebej napisano.
| Stran A | Stran A                                                       | Stran A |
| Št.     | Naslov                                                        | Dolžina |
| ------- | ------------------------------------------------------------- | ------- |
| 1.      | „I Thought It Was You‟ (Hancock, Melvin Ragin, Jeffrey Cohen) | 8:56    |
| 2.      | „Come Running to Me‟ (Hancock, Allee Willis)                  | 8:25    |

| Stran B | Stran B         | Stran B |
| Št.     | Naslov          | Dolžina |
| ------- | --------------- | ------- |
| 3.      | „Sunlight‟      | 7:12    |
| 4.      | „No Means Yes‟  | 6:21    |
| 5.      | „Good Question‟ | 8:32    |

## Osebje

### Glasbeniki
- Herbie Hancock – klaviature, sintetizatorji, vokali skozi vocoder (1-3), aranžmaji
- Patrick Gleeson – dodatni sintetizatorji (5)
- Bennie Maupin – sopranski saksofon (3)
- Wah Wah Watson, Ray Parker, Jr. – kitara (1, 3)
- Byron Miller (1), Paul Jackson (2–4), Jaco Pastorius (5) – bas kitara
- Leon "Ndugu" Chancler (1), James Levi (2, 3), Harvey Mason (4), Tony Williams (5) – bobni
- Raul Rekow (1-2, 4, 5), Bill Summers (2-5) – percussion
- Baba Duru – tabla (2)
- Bobby Shew, Maurice Spears, Robert O'Bryant, Garnett Brown – trobila (1-3, 5)
- Ernie Watts, Fred Jackson, Jr., Jack Nimitz, David Willard Riddles – pihala (2, 5)
- Terry Adams, Roy Malan, Nathan Rubin, Linda Wood, Emily VanValkenburgh – godala (2)

### Produkcija
- Producenta: Herbie Hancock in David Rubinson
- Inženiring: David Rubinson, Fred Catero (s Chrisom Mintom in Cheryl Ward), Steve Mantoani
- Asistent: Terry Becker (trobila)
- Mastering: Phill Brown